# Maison d'éternité
Dans l'Égypte antique, le terme maison d'éternité désigne une tombe constituée d'une fosse, d'un puits funéraire ou de briques de boue, qui ont ensuite été taillées dans la roche, ou encore construite sur un terrain ouvert. Les sites funéraires en pierre étaient un signe d'immortalité, en raison de la longue durabilité de la pierre. Il s'agissait d'une méthode de construction idéale que seuls quelques Égyptiens de l'Antiquité pouvaient se permettre, en raison de son coût élevé. Dans la mythologie égyptienne antique, la construction d'un monument de son vivant représentait la relation la plus intense entre la vie terrestre et le concept de vie dans l'au-delà.
La maison d'éternité était un lieu de rencontre avec soi-même pour le propriétaire de la tombe et contenait des décorations représentant le propriétaire et les étapes de sa vie. Le propriétaire s'immortalisait par son portrait sur les murs de la tombe, ainsi que par les inscriptions, pour ressusciter dans une nouvelle vie à une époque ultérieure. Le propriétaire de la tombe dépeignait sa vie achevée en prévision de sa mort, qui, selon ses croyances, devait être retirée de cette forme ; dans la représentation de l'oubli et de la mortalité.
Le propriétaire du tombeau espérait que, grâce à une conduite morale immaculée, il rencontrerait son Ka dans l'au-delà. La maison d'éternité était le lieu qui permettait au propriétaire du tombeau d'être inébranlable, dans la vie éternelle (djet).

## Mythologie

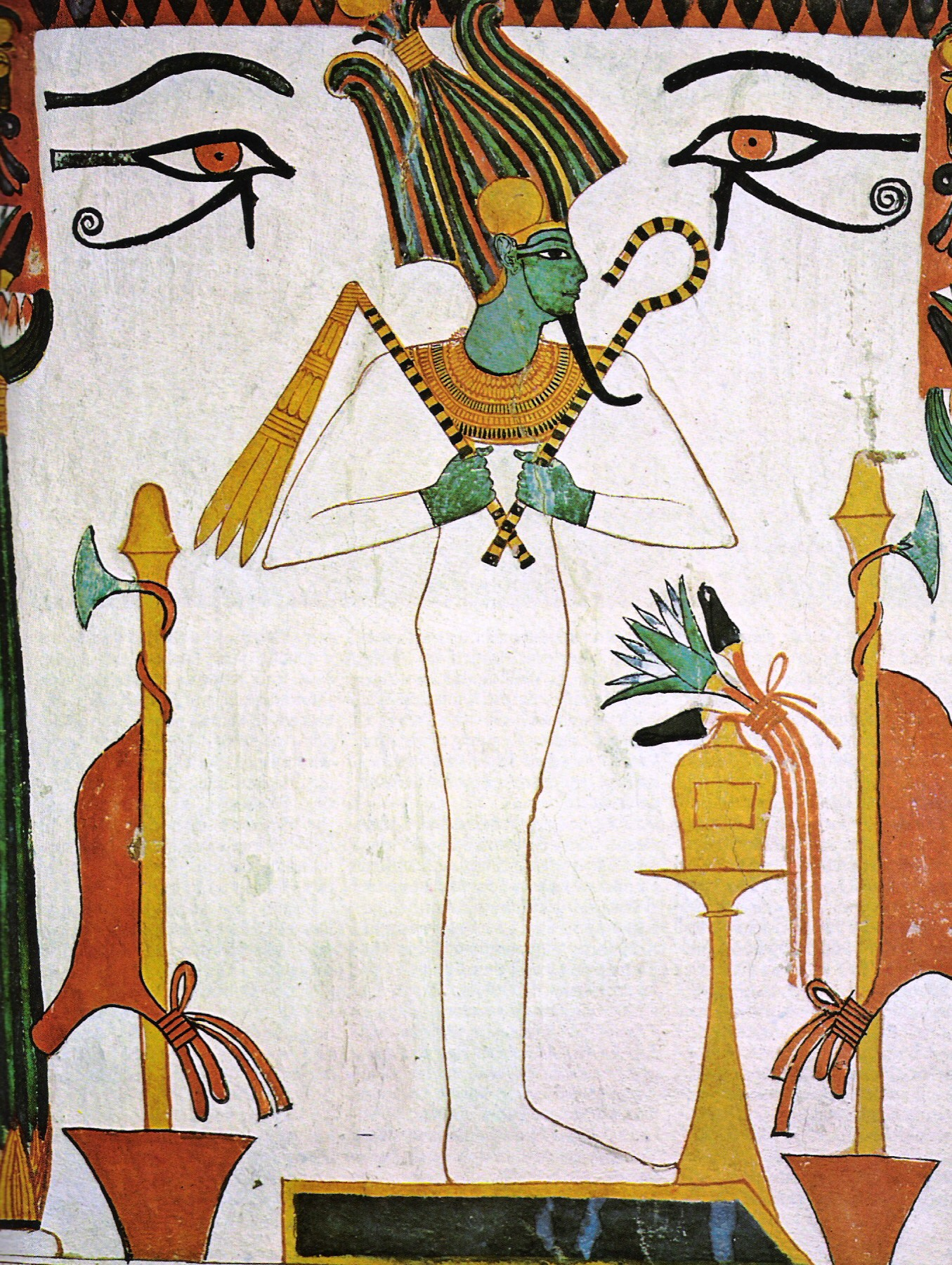
Osiris comme souverain de l'au-delà (Tombe de Sennedjem,)

Les anciens Égyptiens croyaient que la vie dans le monde des mortels était courte par rapport à l'éternité dans l'au-delà. Ils avaient donc deux concepts du temps pour « le cycle éternel de la vie terrestre » (neheh - nḥḥ) et « la vie dans l'éternité du royaume des morts » (djet - ḏt). Neheh signifie une période de temps pendant laquelle quelque chose existe, se renouvelle et se répète. Djet fait référence au futur dans lequel la vie terrestre aura pris fin et tout ce qui a été accompli dans la vie vit pour une durée indéterminée dans la Douât.
Le dieu soleil Rê était la manifestation du temps appelé neheh, car Rê " se renouvelait chaque nuit et renaissait à l'aube de chaque jour grâce à la déesse du ciel Nout. À l'inverse, Osiris, en tant que dieu des morts, était le synonyme du temps appelé djet. Osiris, qui se présentait sous la forme d'une momie, portait également le nom de « celui qui continue à être parfait ». À cet égard, neheh, le temps de Rê, est la renaissance, et djet, le temps d'Osiris, est le souvenir.
Les objectifs de vie des anciens Égyptiens représentaient la continuation éternelle dans le « Royaume d'Osiris », pour lequel l'embaumement, la momification et la lecture du jugement des morts étaient requis pour ceux qui étaient morts. Une vie vécue dans la perfection morale symbolisait « le bien », qui était autorisé à passer dans l'au-delà et donc, dans le djet après avoir été « vérifié par le jugement des morts ». La maison d'éternité servait également de « tribunal et de salle de momification », construite selon les principes de la déesse Maât.

## La maison d'éternité comme «livre de vie»

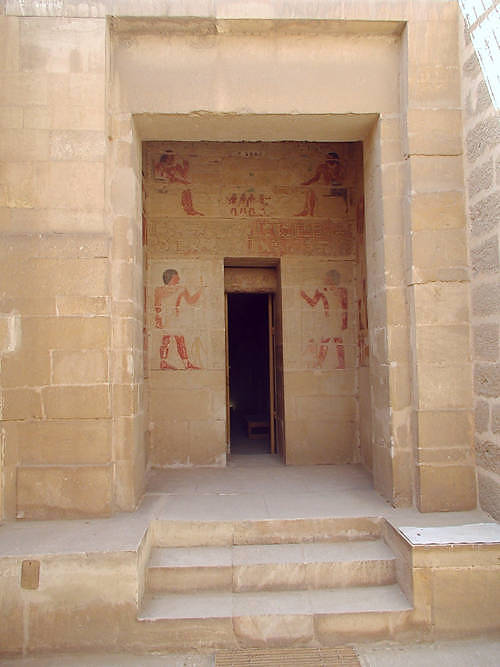
Entrée en pierre de la tombe de la cour intérieure appartenant à Khnoumhotep et Niânkhkhnoum (Saqqarah,).

Les anciens Égyptiens menaient leur vie dès la naissance en vue de leur mort ultérieure. Les fonctionnaires ayant de bons revenus et les personnes travaillant dans les cultes des temples commençaient à planifier leur propre maison d'éternité dès leur entrée dans la vie active. Des fonds de réserve, constitués à partir de leurs revenus, étaient utilisés pour l'agrandissement progressif de leurs tombes. Après la pose de la première pierre, les inscriptions racontant les étapes de la vie suivaient. La tradition de la maison d'éternité de l'Égypte antique plongeait ses racines dans la « pensée orientée vers le résultat », qui était fondée sur la culture du passé et ne laissait aucune place à l'innovation sur le plan religieux.
Contrairement au progrès spirituel innovant, qui prenait en considération les expériences de la vie et la suite de l'adaptation continue aux nouvelles circonstances, les Égyptiens considéraient la vie personnelle jusqu'à la mort comme un résultat parfait pour la préparation de l'au-delà, dans lequel les actions accomplies sur terre seraient répétées. Les actions à répéter avaient leur fondement spirituel dans le culte des morts, qui prescrivait de vivre une vie moralement parfaite. Après avoir accompli avec succès les tâches de la vie, la récompense attendue après la mort était la « traversée de la terre sainte ». Le point de départ de cette traversée dans la Douât était la maison d'éternité. Par conséquent, la construction et l'orientation de la tombe étaient le projet le plus important dans la vie d'un ancien Égyptien.
La maison d'éternité consistait en l'espoir de l'immortalité après la mort. Le propriétaire de la tombe se posait, dans ce contexte, la douloureuse question de savoir s'il menait une vie digne. Le tombeau fonctionnait comme un miroir, qui montrait au propriétaire du tombeau sa vie à la lumière du jour.

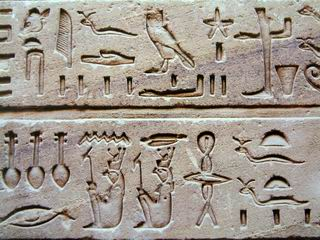
Hiéroglyphes de la dynastie ptolémaïque au temple de Kom Ombo.

Il existe un lien étroit entre la maison d'éternité et les hiéroglyphes. L'aménagement de l'intérieur d'une tombe est devenu un modèle de construction fixe, sur une période de mille ans. Les hiéroglyphes étaient principalement liés à la maison d'éternité et, par conséquent, il n'y avait qu'une différence marginale dans leur apparence. Tout comme la maison d'éternité, les hiéroglyphes étaient conçus pour durer éternellement. Même l'ancien Égyptien instruit de la XXVe dynastie devrait être capable de lire et de comprendre les inscriptions funéraires de ses « ancêtres de la Ire dynastie».
La maison d'éternité fonctionnait, selon la compréhension des anciens Égyptiens, comme un « livre de vie », que le propriétaire de la tombe écrivait en tant qu'auteur. La tombe et les hiéroglyphes formaient ensemble une « œuvre d'art », qui servait de modèle aux futures maisons d'éternité, de génération en génération. Les hiéroglyphes et la maison d'éternité reposaient sur les fondements de la « mémoire culturelle ». Les anciens systèmes sont devenus sacrés, ce qui a empêché l'aliénation pour leur propre culture de la tombe. La conservation des anciennes traditions ne peut être comparée à une « incapacité de développement ultérieur », mais elle est l'expression du désir d'immortalité des anciens Égyptiens. Un Livre de Sagesse de la XIXe dynastie déclare :

« Ils sont décédés et ont achevé leur vie ; tous leurs contemporains sont tombés dans l'oubli... Cependant, ils ont créé des livres en tant qu'héritiers et des enseignements qu'ils ont écrits eux-mêmes... Ils ont fait leurs portes et leurs chapelles ; elles sont tombées en ruine. Leurs prêtres pour les morts sont partis, et leurs autels se sont couverts de terre... et leurs noms ont été oubliés, mais c'est le livre qui en garde le souvenir. »

— Extraits du Livre de Sagesse

## Célébrations dans la maison d'éternité

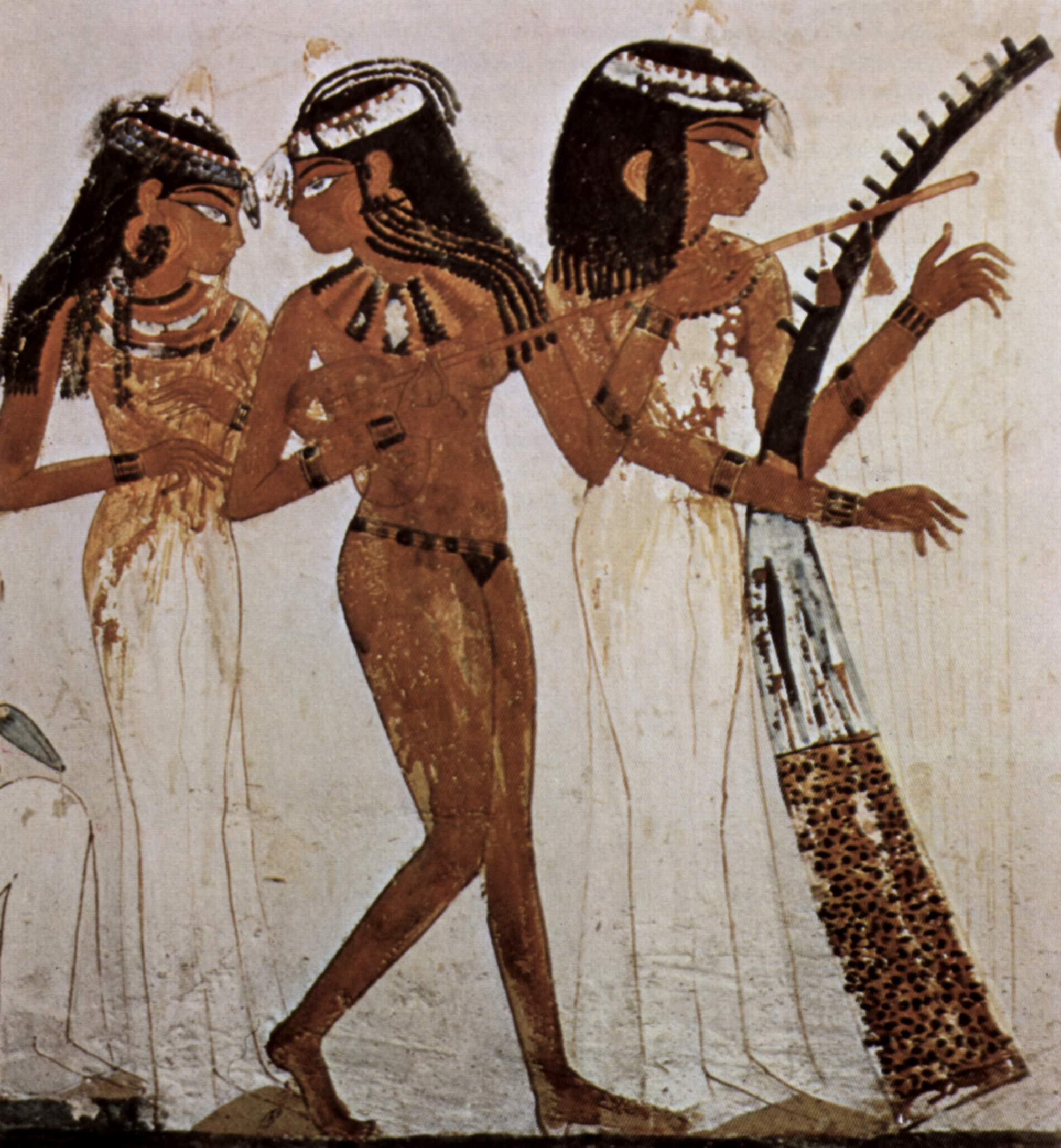
Musiciens à la fête de la vallée (Tombe TT52, XVIIIe dynastie)

Les célébrations dans la maison d'éternité étaient déjà organisées à l'époque de l'Ancien Empire, au cours desquelles le propriétaire de la tombe était entouré de ses amis et de sa famille. Le culte des morts qui y est associé s'est pleinement formé à l'époque de la Ve dynastie. Des sacrifices et autres offrandes de temple étaient apportés à la maison d'éternité pour les fêtes les plus importantes de l'année. À cette époque, il y avait une fête en l'honneur du propriétaire de la tombe et de diverses divinités, qui était suivie de musique et de danses. L'effondrement de l'Ancien Empire est lié à un ajout religieux au culte des morts dans le Moyen Empire. Avec l'ajout de la Douât, une nouvelle vision du monde à trois niveaux a été créée par écrit, avec « l'accès à l'au-delà des cieux et de la Douât » par la préparation du culte des morts non souverain, entre autres, et les nouveaux textes de cercueils de plus en plus utilisés.
La fête funéraire a commencé à toucher un public plus large avec l'introduction du Livre des morts, au cours du Nouvel Empire. La belle fête de la vallée est particulièrement remarquée à cette époque. Cette fête, qui se déroulait dans la maison d'éternité, s'est développée au cours de la XVIIIe dynastie et est devenue une fête exubérante qui incluait la danse et la boisson. Une statue ou un symbole n'était plus placé au centre pour personnifier la vie ultérieure du propriétaire de la tombe dans la Douât, mais principalement comme « offrande sacrificielle permanente et récipient de consécration dans la vie ». Au début de la XIXe dynastie, les structures traditionnelles antérieures furent de nouveau à l'honneur, ce qui fit disparaître la splendeur des frivolités de la XVIIIe dynastie pour les remplacer par des rituels sérieux.

## Maisons d'éternité

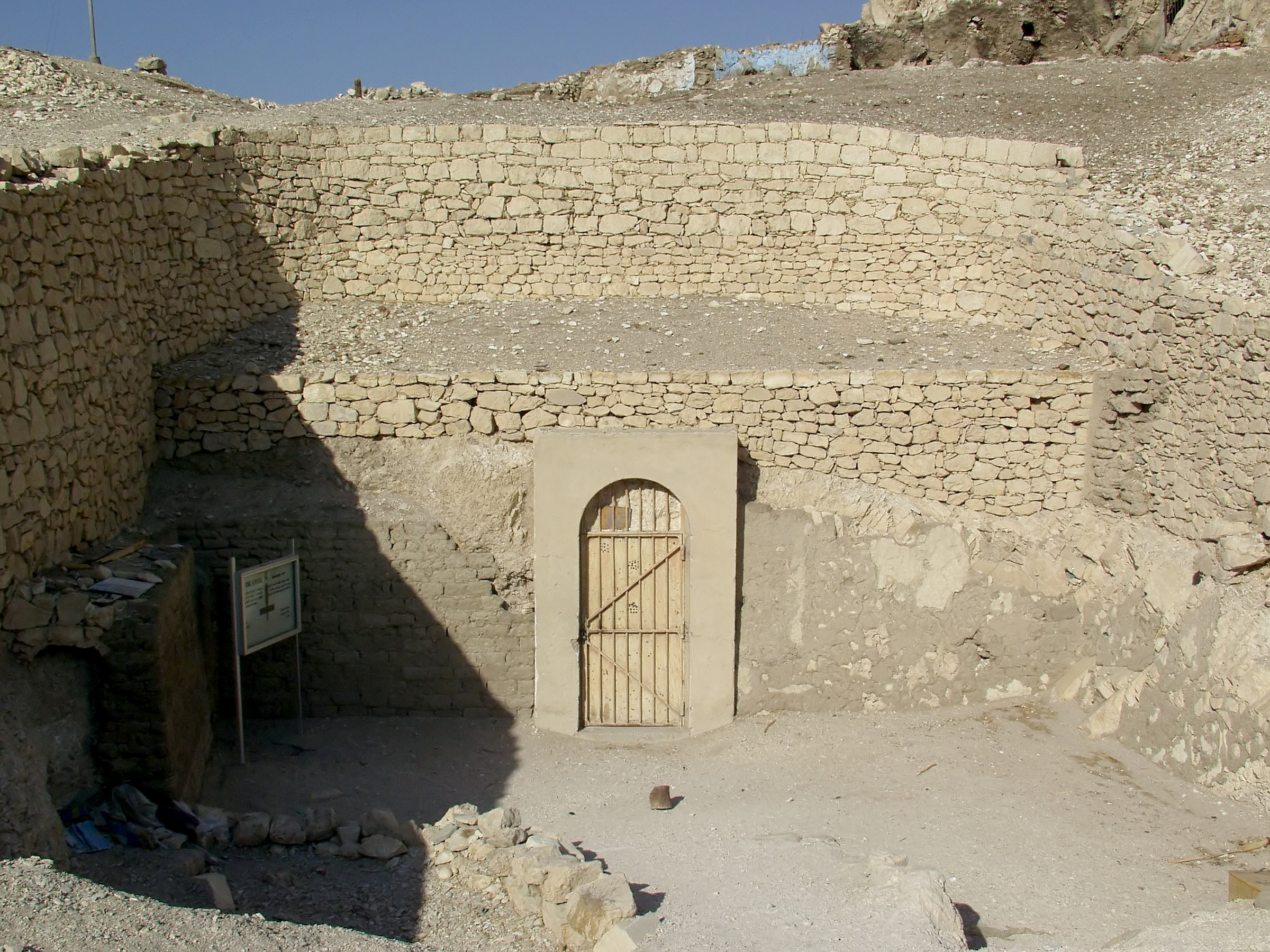
Entrée du tombeau de Menna (TT69), (XVIIIe dynastie)

De l'œuvre Aegyptiaca (« Sur les Égyptiens ») de l'historien grec Hécatée d'Abdère, datant de 320-305 av. J.-C., qui rendait compte de la vie des Égyptiens à Alexandrie au début de la période ptolémaïque, il ne reste que des citations. Surtout, la description du pays du Nil dans le premier livre de l'histoire mondiale de Diodore de Sicile se fonde principalement sur Hécatée. L'une de ses citations parle des maisons de l'éternité :

« Les habitants accordent très peu de valeur au temps qu'ils passent à vivre. Ils appelaient les maisons pour les vivants des « dosshouses » en raison du peu de temps qu'ils y passent. Au contraire, ils accordent le plus de valeur au temps après leur mort, pendant lequel la mémoire de la vertu les préservera. Les tombes des morts sont appelées « maisons éternelles » parce que les morts passent un temps infini dans le monde souterrain. C'est pourquoi ils ne se souciaient guère des matériaux terrestres de leurs maisons, mais, en revanche, il semble qu'aucune dépense n'ait été trop élevée pour leurs tombes. »

— Hecataeus d'Abdera, cité par Diodorus Siculus, Bibl. Hist. I 51
Les observations d'Hécatée d'Abdère reflétaient la situation réelle de l'Égypte antique. Les maisons des Égyptiens, tout comme les palais des rois, étaient construits en briques de terre séchées à l'air, car c'était le matériau de construction le plus facile et le moins cher à travailler. Les maisons d'éternité, quant à elles, étaient construites, comme un temple, avec des dalles de pierre ou étaient des tombes taillées dans la roche.

### Mastabas

Construction typique d'un mastaba.

Le mastaba est un type de structure funéraire dont le nom vient du mot égypto-arabe signifiant « banc de pierre ». En ce qui concerne l'histoire de l'art, les mastabas font partie d'une ligne d'évolution qui a commencé avec les tombes de l'élite dès le début de la période dynastique, ce qui a conduit à la construction de pyramides dans des contextes royaux, et s'est terminée à la fin de la XIIe dynastie dans des contextes privés.
Les funérailles avaient lieu sous l'édifice, dans une chambre située au bout d'un puits. Les mastabas des simples courtisans étaient généralement assez simples en comparaison et n'avaient pas de façade à niche. À la fin de l'Ancien Empire, la forme classique du mastaba n'est plus une structure conventionnelle. La décoration est le plus souvent réduite à une simple fausse porte, tandis que la tombe devient progressivement plus décorée.

### Pyramides

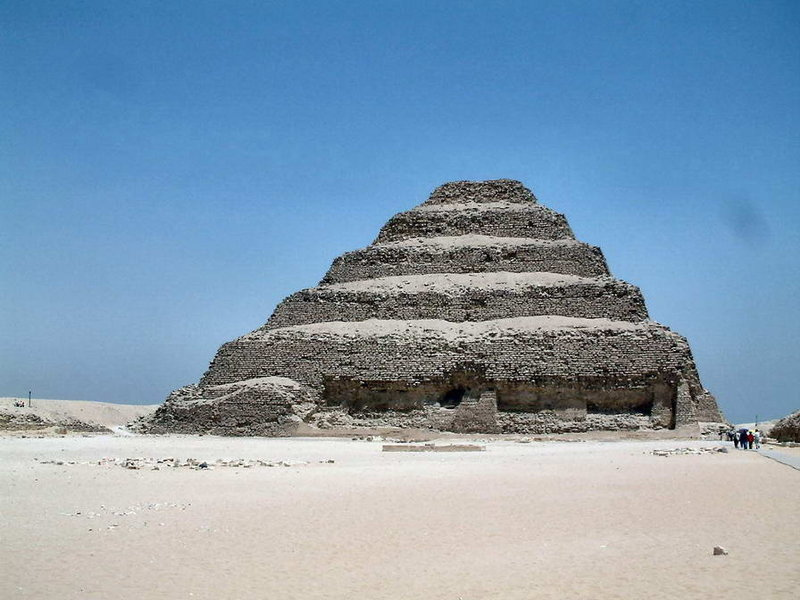
Pyramide de Djéser

Les pyramides égyptiennes sont un développement ultérieur que l'on trouve dans les tombes royales d'Abydos. La forme de colline des mastabas de Saqqarah a également été incorporée. À partir de la IIIe dynastie, les pyramides ont servi de lieu de sépulture du roi, qui s'est développé comme une synthèse des divers composants de la Haute et de la Basse-Égypte. Des éléments des tombes et des installations se retrouvent à Saqqarah. La grande enceinte de Saqqara (Gisr el-Mudir) aurait servi d'équivalent en pierre d'Abydos, de modèle pour l'enceinte du quartier pyramidal, ainsi que pour les tombes à galerie cunéiforme de la IIe dynastie, à Saqqarah.
La construction de la pyramide de Djéser a créé un nouvel aspect visuel pour la maison d'éternité, qui aurait permis au roi ou à la reine défunt(e) de s'élever à un « équivalent humain du soleil », un rang égal à celui du dieu Horus. Cette nouvelle philosophie des rois se traduit par l'augmentation de la taille des pyramides plus tardives. Les murs intérieurs de ces constructions comportaient des décorations en relief, comme celles de la pyramide de Djéser, mais restèrent sans décoration jusqu'à la fin de la Ve dynastie. Les chemins menant aux chambres funéraires passaient par des tunnels à l'intérieur de la pyramide.

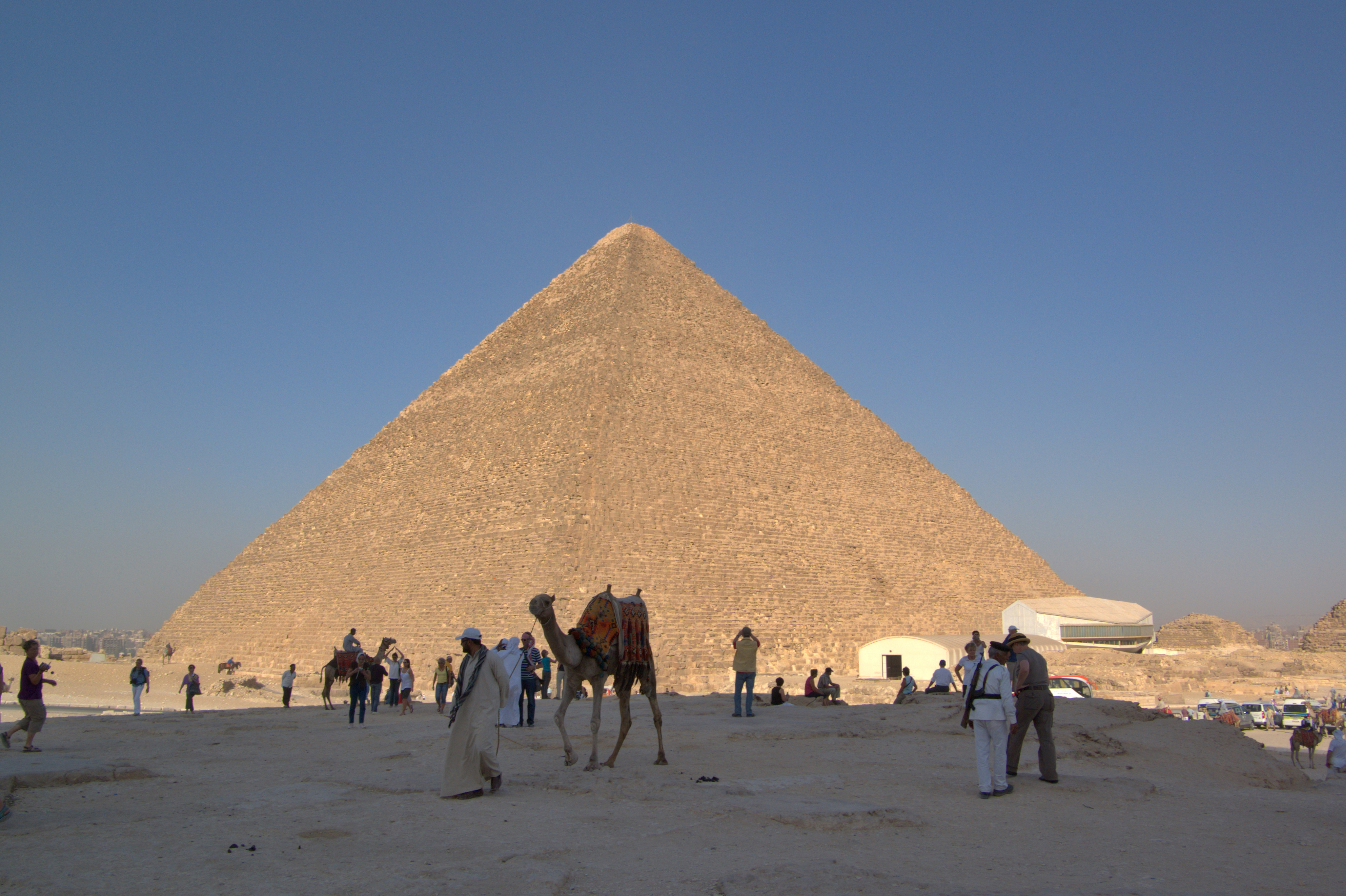
La grande pyramide de Gizeh

Si les rois se considéraient comme Horus sur Terre jusqu'à la IIIe dynastie, ils se considéraient comme des « fils de Rê », le lever du soleil étant associé au dieu Rê à partir de l'époque du roi Djédefrê, IVe dynastie. Le changement hiérarchique a entraîné une réduction de la taille des pyramides. L'œuvre littéraire, l'Instruction d'Hordjédef, qui désigne les tombes de l'Ancien Empire comme des maisons d'éternité, n'existe plus qu'en fragments. En raison de la langue, l'œuvre peut clairement être datée du Moyen Empire. Elle commence par la citation suivante :

« Fais de ta maison à l'ouest une splendeur, et de ton siège dans la nécropole, une abondance. Accepte cela ; la mort est mineure pour nous, accepte cela, car la vie est puissante. Mais la maison de la mort sert la vie. »

— Instruction d'Hordjédef.
Le reste du texte traite de l'emplacement de la tombe. Ainsi, la maison d'éternité était dans le cas idéal, un terrain permettant de fournir les revenus nécessaires à l'offrande. Dans l'Ancien Empire, il existait la fonction de « surveillant de la maison d'éternité ». Un prêtre funéraire se chargeait d'offrir le « revenu de la maison d'éternité » : « Ceci te sera plus utile qu'un fils chéri. Faites-en la promotion plus que vos héritiers. Souviens-toi de ce qu'on dit, aucun héritier ne se souvient de l'éternité. »

### Tombes des temples

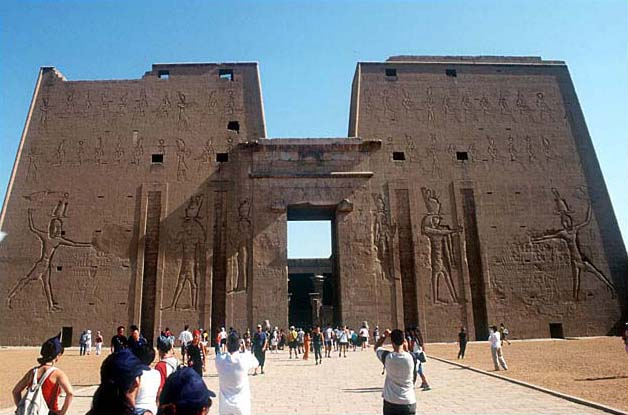
Les deux pylônes à Edfou.

Depuis le Moyen Empire, il existe des tombes en forme de temple. Elles ont été trouvées dans toutes les régions d'Égypte et sont attestées à la période tardive. Certaines tombes-temples avaient une chaussée et étaient entourées d'un mur sur le devant, où l'on pouvait trouver des pylônes. Le mausolée avait une cour, éventuellement décorée de colonnes. Derrière, il y avait une salle de culte avec une statue ou une porte.
Les complexes du Moyen Empire étaient en partie construits à Licht, dans un style grandiose. À Thèbes, il existait des variantes plus petites faites de briques de terre. Au Nouvel Empire, ce type de tombe atteint son apogée, notamment à Saqqarah, où un grand nombre de ces tombes ont été découvertes et fouillées. Les murs étaient souvent décorés de reliefs et rarement de peintures. C'est également à cette époque que les petites pyramides ont été construites.

### Tombes à puits et tombes rupestres

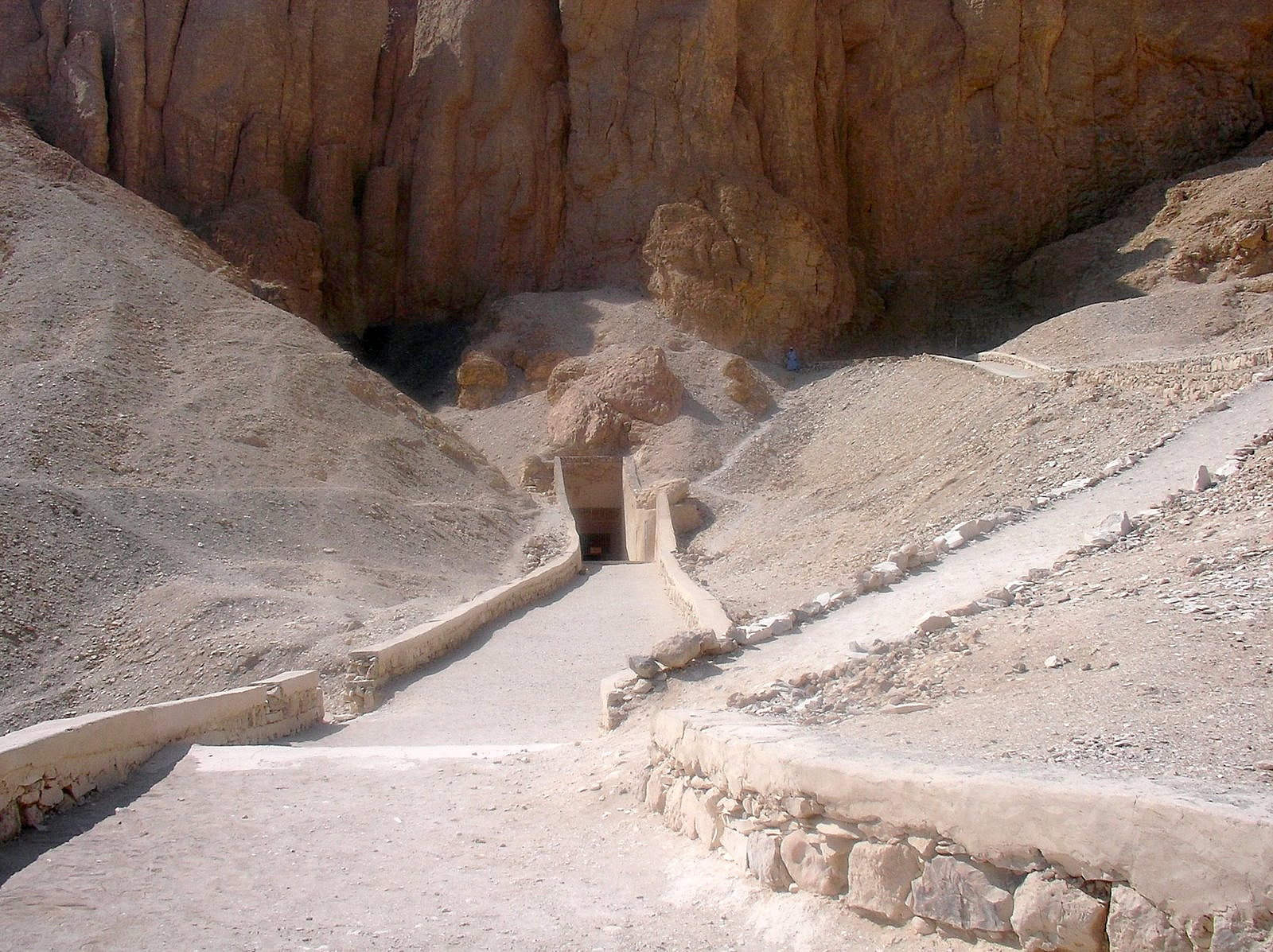
Entrée d'une tombe dans la vallée des Rois.

La plupart des anciens Égyptiens étaient enterrés dans de simples puits, ou fosses, pour des raisons de coût. La vallée des Rois est le lieu où se trouvent notamment les tombes des rois du Nouvel Empire (XVIIIe et XIXe dynasties). La vallée est située à Thèbes-Ouest, en face de Karnak, en bordure du désert et est entourée de hautes montagnes, notamment de la pyramide rocheuse naturelle La Cime (en arabe Al-Qurn, en égyptien ancien Ta Dehent, littéralement « le sommet » en français). La quasi-totalité de la zone de Thèbes-Ouest forme une vaste nécropole, où, à ce jour, soixante-quatre tombes et autres puits ont été découvertes.
Dans la vallée des Reines, on trouve trois types de tombes. Les structures les plus anciennes sont des tombes à puits simples, non décorées. Elles ne comportent généralement qu'une seule chambre, plus rarement une ou deux chambres auxiliaires. Les tombes standard se composent généralement de deux grandes chambres consécutives. Il y a jusqu'à cinq chambres auxiliaires. Les tombes sont généralement richement décorées.

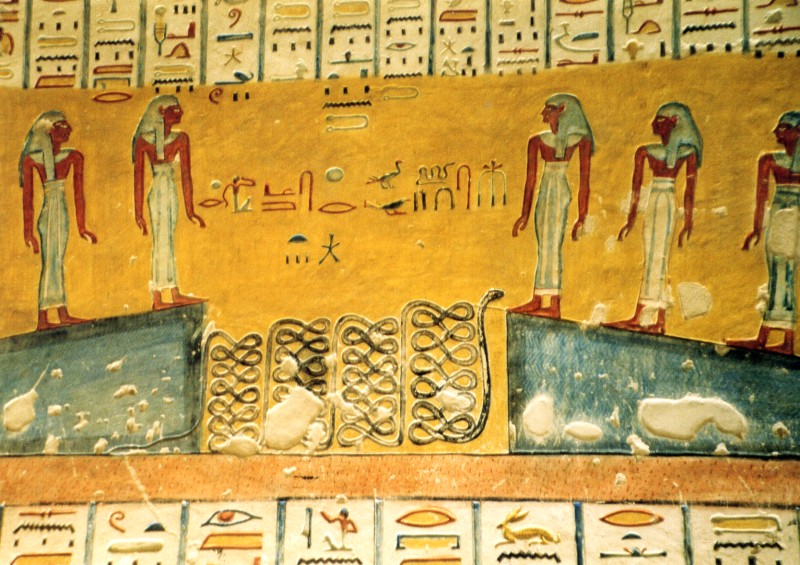
Peintures de la tombe KV2 dans la vallée des Rois.

Aucun des complexes ne présente les vestiges d'une superstructure qui était normalement réservée au culte des morts. Celles-ci se trouvent probablement sur la bordure fertile et ont la forme de petits temples. Vers l'époque de Thoutmôsis III, le texte suivant a été écrit dans la tombe TT131 du vizir Ouseramon, qui exprime en quelques mots une « pensée orientée vers le résultat » :

« Je me suis construit une excellente tombe dans ma ville d'abondance de temps (neheh). J'ai excellemment équipé le site de ma tombe en roche dans le désert éternel (djet). Que mon nom perdure dans la bouche des vivants, se souvenant bien de moi dans le peuple après les années à venir. Ce monde est un peu juste pour cela, mais l'éternité est dans le royaume des morts. »

— Tombe TT131 Ouseramon